# Le Mesnil-Jourdain
Le Mesnil-Jourdain is een gemeente in het Franse departement Eure (regio Normandië) en telt 254 inwoners (2004). De plaats maakt deel uit van het arrondissement Les Andelys.

## Geografie
De oppervlakte van Le Mesnil-Jourdain bedraagt 10,4 km², de bevolkingsdichtheid is 24,4 inwoners per km².
De onderstaande kaart toont de ligging van Le Mesnil-Jourdain met de belangrijkste infrastructuur en aangrenzende gemeenten.

## Demografie
Onderstaande figuur toont het verloop van het inwonertal (bron: INSEE-tellingen).